# Ludwik II Szczery
Ludwik II Szczery, niem. Ludwig II. der Freimütige (ur. 7 września 1438 r., zm. 8 listopada 1471 r.) – landgraf Dolnej Hesji od 1458 roku z dynastii heskiej.

## Życiorys
Ludwik był najstarszym spośród synów landgrafa Hesji Ludwika I Zgodnego. W 1454 r. ojciec powierzył mu w zarząd część księstwa nad rzeką Lahn. Po śmierci ojca, zgodnie z jego wolą, Hesja została podzielona na dwie części: Dolną Hesję, którą objął Ludwik, oraz Górną Hesję, którą objął jego młodszy brat Henryk III Bogaty. Główna rezydencja Ludwika znalazła się w Kassel. Po czterech lata miała nastąpić rewizja podziału, jednak do niej nie doszło, co było powodem konfliktu między braćmi, którzy angażowali się po różnych stronach w licznych wewnątrzniemieckich sporach politycznych. M.in. podczas sporu o arcybiskupstwo Moguncji Ludwik poparł kandydaturę Adolfa z Nassau, a Henryk opowiedział się po stronie Teodoryka z Isenburga (obaj bracia uzyskali przy tym nadania terytorialne od kandydatów, które pozostały w mocy po zakończeniu sporu w 1463 r.). Konflikt między braćmi mimo to zaostrzał się i doprowadził do wojny; został zakończony dopiero w 1470 r. dzięki pośrednictwu Hermana – trzeciego, znacznie młodszego brata, ówczesnego kanonika, a późniejszego arcybiskupa Kolonii. Wkrótce potem Ludwik zmarł, a Henryk objął rządy opiekuńcze w imieniu małoletnich synów zmarłego brata.

## Rodzina
Żoną Ludwika była od 1 września 1454 r. Matylda, córka hrabiego Wirtembergii-Urach Ludwika I. Z małżeństwa tego pochodziło troje dzieci:
- Anna (1455–1459),
- Wilhelm I Starszy (1466–1516), następca Ludwika, landgraf Dolnej Hesji,
- Wilhelm II Średni (1469–1509), następca Wilhelma I, landgraf Dolnej, a następnie całej Hesji.

Ponadto Ludwik posiadał liczne nieślubne dzieci ze związku z Małgorzatą z Holzheim.